# Регистар имена домена (база)
Регистар имена домена је база свих имена домена и повезаних регистрантских информација у највишем нивоу Система Имена Домена (ДНС) на Интернету која омогућава другим нижим ентитетима да захтевају административну контролу имена домена. Многи регистри раде на највишем или другом нивоу ДНС-а.
Регистарски оператор, који се некад назива мрежни информациони центар (NIC) одржава све административне податке домена и генерише зонске фајлове који садрже адресе и имена сервера за све домене. Сваки регистар је организација која управља регистрацијом имена домена унутар домена за који је одговорна, контролише политике алокације имена домена, и технички управља доменом. Такође може испуњавати функцију Регистра имена домена или је делегирати на друге ентитете.
Именима домена се управља под хијерархијом са челом Internet Assigned Numbers Authority (IANA) , која управља врхом ДНС дрвета тако што администрира податке у кореним именским серверима.
IANA такође оперише int регистром намењеним за међувладине организације, арпа зоном за протокол административних сврха, и осталих критичних зона као што су root-servers.net.
Највиши интернет домен државних кодова су делегирани од стране ИАНЕ на националне регистре као Denic у Немачкој и Nominet у Уједињеном Краљевству.

## Операције
Неки регистри имена су владина одељења (нпр. регистар за Шри Ланку nic.ik). Неки су кооперативни Интернет Сервис Добављачима (као што је DENIC), или непрофитне организације(као што је Nominet UK). Други раде као комерцијалне организације као САД регистар (nic.us).
Алокација и додељивање имена домена су постале могуће коришћењем WHOIS система и преко Сервера Имена Домена.
Неки регистри продају имена директно (као SWITCH у Швајцарској) а други се ослањају на одвојене ентитете да их продају. На пример, имена у .com TLD се у неком смислу продају као „велепродаја“ регулисаном ценом од стране VeriSign, и индивидуални регистри имена домена продају имена у „малопродаји“ компанијама и потрошачима.

## Политике
Алокационе политике
Историјски, регистри имена домена су радили на „први дође-први услужен“ (first-come-first-served) систему алокације али је могао да одбије алокацију специфичних домена на основу политичких, религијских, историјских, легалних или културних разлога.
На пример, у САД између 1996 и 1998, InterNIC је аутоматски одбијао апликације имена домена које су базиране на постојећој листи вулгарности.
Регистри могу такође контролисати ствари од интереса њихових локалних заједница: на пример, немачки, јапански и пољски регистри су увели национализована имена домена да би се дозволила употреба не-АСКИ карактера.
Политике расправе
Домени који су регистровани у ICANN регистрима, генерално морају да користе Uniform Domain-Name Dispute-Resolution Policy (UDRP), међутим немачки DENIC захтева да људи користе Немачки правни суд, а Номинет ради са Интелектуалном својином и другим расправама кроз сопствени сервис за решавање расправа.

## Домени трећег нивоа
Регистри имена домена могу такође да наметну систем домена трећег нивоа корисницима. Denic, регистар за Немачку (.de), не намеће домене трећег степена. AFNIC, регистар за Француску (.fr), има неке домене трећег нивоа, али не морају сви регистровани корисници да их користе, а Nominet UK, регистар за Уједињено Краљевство (.uk) захтева да сва имена имају домен трећег нивоа (нпр .co.uk или org.uk).
Многи ccTLD-и су одустали од обавезности домена трећег или четвртог нивоа и прешли на доступност регистрације домена другог нивоа. Међу њима су .us (април 2002), .mx (мај 2009), и .co (март 2010).

## Унутрашња регистрација домена(подрегистрација)
Регистранти домена другог нивоа се понекад понашају као регистри нудећи подрегистрацију у односу на њихову регистрацију. На пример, регистрације на .fami.ly се нуде од стране fami.ly, а не од GPTC, регистар Либије(.ly).